# Ярцев, Андрей Петрович
Андрей Петрович Ярцев (30 июля 1960) — советский борец вольного стиля, призёр чемпионата Европы, мастер спорта СССР международного класса.

## Спортивная карьера
Вольной борьбой занимается с 1974 года под руководством тренера Петра Гавриловича Брайко, в 1977 году на чемпионате Кузбасса среди мальчиков младшего возрасте в весе до 35 кг стал чемпионом. В следующем году становится победителем в весе до 41 кг. После всероссийского чемпионата, став чемпионом СССР среди юношей в весовой категории до 57 кг, вошёл в сборную команду страны. В 1979 году в Улан-Баторе на чемпионате мира среди молодёжи по вольной борьбе, Андрей Ярцев, выступая в весовой категории до 57 кг, стал чемпионом мира. В 1980 году в Бранденбурге на соревнованиях среди сборных команд обществ «Динамо» социалистических стран, стал чемпионом и получил приз за лучшую технику. В апреле 1981 года стал бронзовым призёром чемпионата Европы в Лодзе. В марте 1985 года в Толидо в составе сборной СССР стал обладателем командного Кубка мира.

## Спортивные результаты
- Чемпионат РСФСР по вольной борьбе 1979 — ;
- Чемпионат мира по борьбе среди юниоров 1979 — ;
- Чемпионат Европы по борьбе 1981 — ;
- Чемпионат РСФСР по вольной борьбе 1983 — ;
- Кубок мира по борьбе 1985 (команда) —